# Сан-Хосе-де-Гуанипа (муниципалитет)
Сан-Хосе-де-Гуанипа (исп. San José de Guanipa) — муниципалитет в составе венесуэльского штата Ансоатеги. Административный центр — город Сан-Хосе-де-Гуанипа.

## Административное деление
Муниципалитет состоит из 1 прихода:
- Сан-Хосе-де-Гуанипа